# Empirisk formel
 For alternative betydninger, se Formel.
En empirisk formel angiver det simpleste heltallige forhold mellem grundstoffer i en kemisk forbindelse. F.eks. har stoffet benzen sumformlen C6H6. Det simpleste forhold mellem grundstofferne C og H i benzen er 1:1. Benzens empiriske formel er derfor CH.
Når der laves en analyse af grundstofindholdet i et ukendt stof fås typisk det procentvise indhold af de forskellige grundstoffer. Denne information kan benyttes til at opskrive en empirisk formel.